# آخر الحماة
ذا لاست غارديان (بالإنجليزية: The Last Guardian)‏ هي لعبة فيديو من نوع أكشن مغامرات، صدرت اللعبة في 6 ديسمبر 2016 وتعمل حصرياً على نظام جهاز بلاي ستيشن 4. وهذه اللعبة معربة بشكل كامل تحت عنوان آخرُ الحُماة.

## الملاحظات

جزء من اللعبة في المراحل الأولية

1. ↑  يعرف اللعبة في اليابان بعنوان هيتوكوي نو أوواشي توريكوه (人喰いの大鷲トリコ Hitokui no Ōwashi Toriko؟، المعنى الحرفي هو "تريكو النسر الكبير آكل البشر")

## وصلة خارجية
- آخر الحماة على موقع IMDb (الإنجليزية)

- الموقع الرسمي